# Cameretten (Delft)
Cameretten is een pleintje in het centrum van de stad Delft, in de Nederlandse provincie Zuid-Holland. Het werd ook wel de Vismarkt genoemd.
De Cameretten bevinden zich op de westelijke hoek van de Markt, tegenover de Koornbeurs. Op deze plaats was ooit het Wollen Wanthuis gevestigd: vier ruimtes - oftewel: cameren - waarin de lakenhandel plaatsvond. Van 1338 tot 1474 werden de cameren gebruikt door bankiers uit Lombardije, de Lombarden, aan wie we wellicht de Italiaans aandoende uitgang van Cameretten te danken hebben.
Onder de Cameretten stroomt het water van de Voldersgracht, die onder de pal naast de Cameretten gelegen Warmoesbrug een driesprong vormt met de Wijnhaven en Hippolytusbuurt (delen van de historische gracht de Nieuwe Delft).

## Schrijfwijze
Ook na het vertrek van de Lombarden bleef de naam Cameretten gehandhaafd, al zijn Delftenaren tot op de dag van vandaag onzeker over de spelling van die naam: naast Cameretten en Camaretten is in geschriften ook sprake van Kaberetten, Kaboretten en Cabinetten. 
De spelling Camaretten is vermoedelijk ontstaan door het cabaretfestival Cameretten dat in 1966 naar dit pleintje is genoemd. Het festival ontvangt zelfs post gericht aan Cabaretten.
In 1976 kwam de Delftse Courant met het bericht dat op een van de twee straatnaambordjes de spelling Cameretten werd gehanteerd, terwijl het andere straatnaambordje Camaretten vermeldde. De Delftse gemeenteraad reageerde in 1997 door de spelling officieel als Camaretten vast te leggen. In november 2000 werd die beslissing gewijzigd en was het weer Cameretten.
De tijdelijke, foute naam werd gebruikt in de gelegenheids-verordeningen (noodverordeningen) voor de staatsbegrafenissen van Claus, Juliana en Bernhard. De route liep dus via een niet-bestaande straat Camaretten.

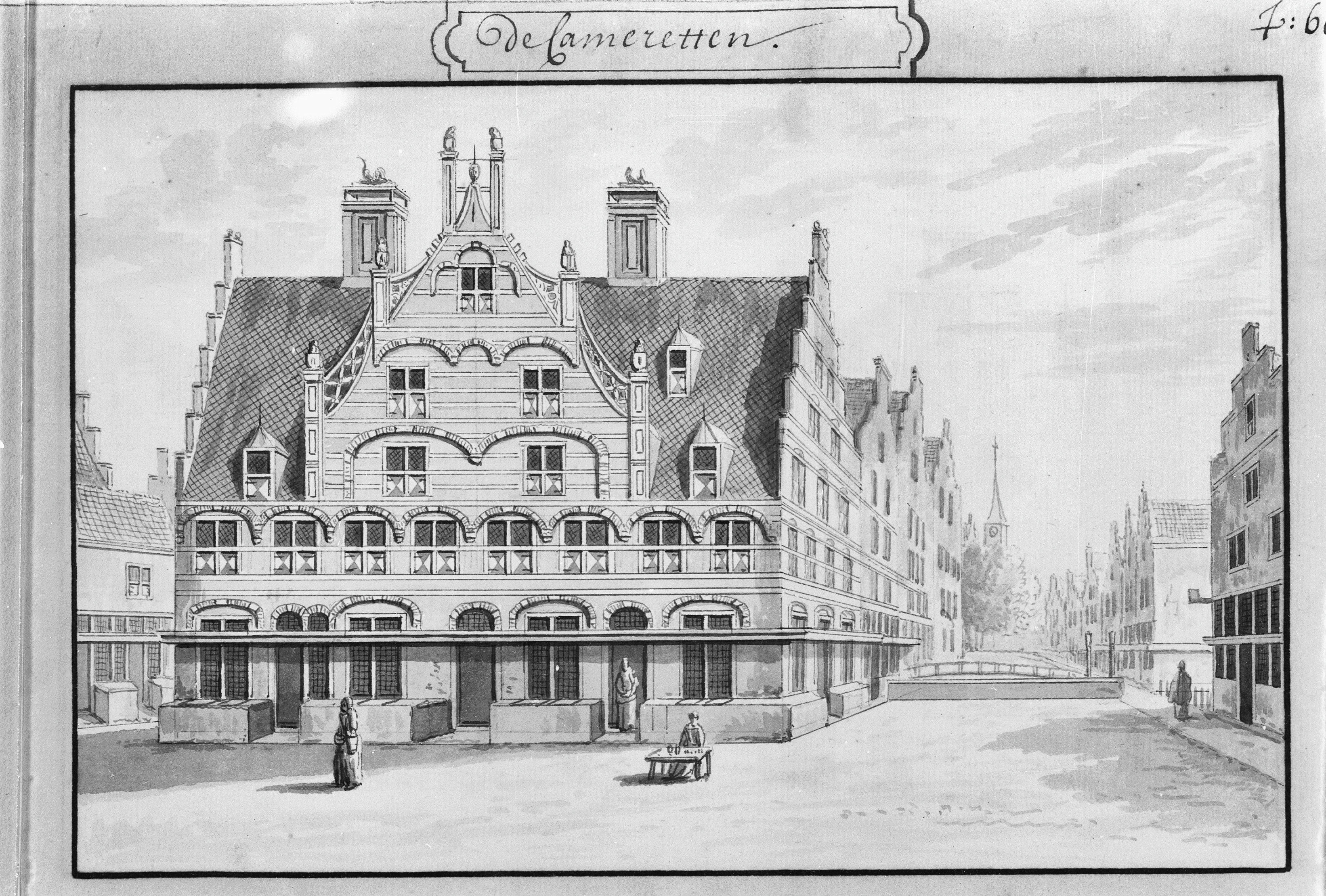
18e-eeuwse tekening van Abraham Rademaker
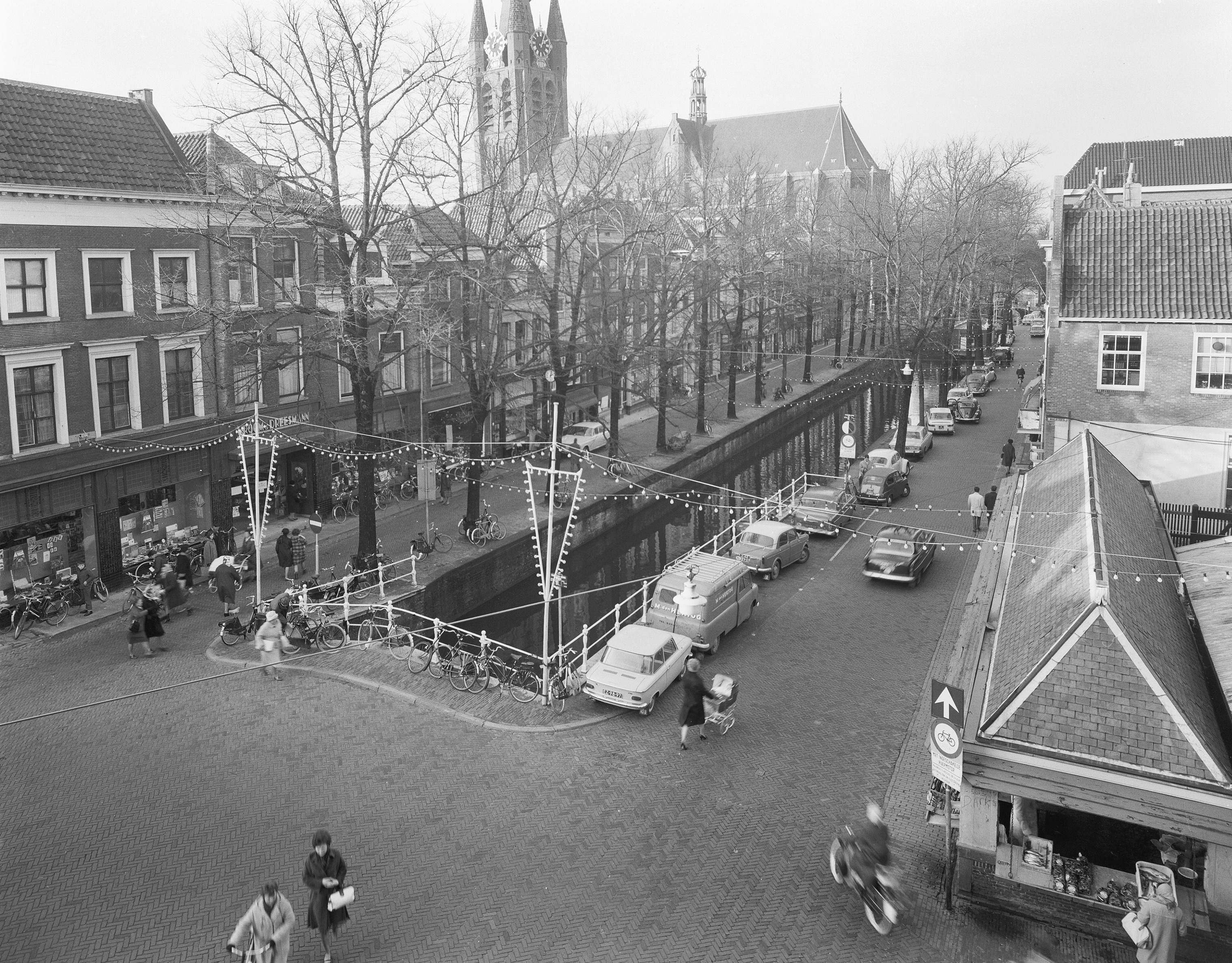
Overzicht